# Kummerow (bei Stralsund)
Kummerow település Németországban, Mecklenburg-Elő-Pomeránia tartományban. Lakosainak száma 316 fő (2017. december 31.).

## Népesség
A település népességének változása:

| 2014 | 326 |
| 2017 | 316 |